# Connie Panzarino
Concetta Jean "Connie" Panzarino (26 de novembro de 1947 – 4 de julho de 2001) foi uma escritora e ativista americana pelos direitos das pessoas com deficiência e pelos direitos LGBTQ.

## Juventude e educação
Panzarino nasceu na cidade de Nova Iorque e foi criada em Long Island, filha de Frank V. Panzarino e Antoinette (Anne) Panzarino. Ela nasceu com atrofia muscular espinhal tipo III, uma doença neuromuscular progressiva também conhecida como doença de Werdnig-Hoffmann. Em 1960 ela apareceu em cartazes para um apelo de arrecadação de fundos para a Muscular Dystrophy Association. Ela se formou na Massapequa High School em 1965. Ela completou o bacharelado pela Universidade Hofstra em 1969, e o mestrado em arteterapia pela Universidade de Nova Iorque.

## Carreira
Panzarino trabalhou nos serviços sociais no Condado de Nassau quando era jovem, mas teve de pedir demissão quando o seu rendimento a deixou inelegível para o apoio doméstico de que necessitava. Ela foi uma arteterapeuta registrada e diretora do Boston Self Help Center de 1986 a 1989. Ela trabalhou com sobreviventes de abuso e deu palestras sobre sexismo, homofobia e capacidade. Ela também atuou nos conselhos de diversas organizações de apoio a pessoas com deficiência, incluindo o Disability Law Center e o Boston Center for Independent Living. Ela fez lobby e marchou em Washington, D.C. na década de 1970, pela Seção 504 e por oportunidades de trabalho para pessoas com deficiência. "Eu realmente não levo uma vida calma", disse ela a um repórter do New York Times em 1977. Ela criou Beechwood, uma comunidade cooperativa para mulheres com deficiência. Ela escreveu um livro de memórias, The Me in the Mirror (1994). Seu livro de memórias foi adaptado para o palco e apresentado no Women on Top Theatre Festival em Boston em 2000.

## Vida pessoal e legado
Panzarino tinha um relacionamento próximo com o veterano e ativista deficiente da Guerra do Vietnã Ron Kovic. Eles estudaram juntos no ensino médio, e ele agradeceu em seu livro de memórias Born on the Fourth of July, dizendo "Ela ficou ao meu lado como ninguém, ouviu noites e dias, cuidando e amando, compreendendo e encorajando, limpando as lágrimas dos meus olhos." Ela se identificou como lésbica, e uma fotografia de Panzarino de Joan E. Biren apareceu em Eye to Eye: Portraits of Lesbians (1979). Ela morreu em 4 de julho de 2001, aos 53 anos, em Boston. Seu trabalho é frequentemente objeto de estudos sobre identidades interseccionais queer/deficientes.

## Publicações
- "whose festival?" (1982)[23]
- "Female Homosexuality" (1991)[24]
- The Me in the Mirror (1994)[13][25]
- Rebecca Finds a New Way: How Kids Learn, Play, and Live with Spinal Cord Injuries and Illnesses (1994)[26]
- "To My Other Bodies" (1996)[27]
- "No Decision Here" (1999)[28]
- "Camping with a Ventilator" (2001)[29]